# لوردية ميشيلين

لوردية ميشيلين عام 1350

لوردية ميشيلين، كانت حتى عام 1795 لوردية مستقلة صغيرة في البلدان المنخفضة، تتكون من مدينة ميشيلين ببلجيكا الحالية وبعض القرى المحيطة بها.